# DTM Race Driver 3: Create & Race
DTM Race Driver 3: Create & Race ist ein im Jahr 2007 erschienenes Rennspiel für die Handheld-Videospiel-Konsole Nintendo DS. Im Gegensatz zum Vorgänger DTM Race Driver 3 ist dieses Spiel speziell für den portablen DS entwickelt worden und enthält exklusive Features. In den USA erschien das Spiel als Race Driver: Create & Race und in Australien als V8 Supercars 3: Create and Race.

## Inhalt
Da DTM Race Driver 3: Create & Race ein Ableger von DTM Race Driver 3 ist, ähnelt sich der Spielinhalt beider Spiele. Ziel ist es jeweils in verschiedenen Rennklassen Wettkämpfe gegen andere Fahrer zu gewinnen. Mit fortschreitendem Spielverlauf stehen leistungsfähigere Fahrzeuge zur Verfügung. Die Rennen werden auf realen Rennstrecken wie dem Hockenheimring ausgetragen. In das Spiel sind verschiedene Modi integriert: Simulation, Pro Tour, World Tour und Mehrspieler. Im Fokus des Spiels steht die Einhaltung der physikalischen Gesetze, weshalb eher eine Simulation als ein Arcade-Rennspiel vorliegt. Ein zentrales Element des Spiels ist das Bauen und Befahren eigener Parcours, der Titel des Spiels Create & Race  ist darauf zurückzuführen. Im Spiel zu verdienende Punkte können in Rennstreckenteile für den Editor oder exklusive Rennserien eingetauscht werden.

### Pro Tour
Während man zu Beginn des Spielmodus Pro Tour in weniger prestigeträchtigen Klassen wie dem Renault Clio Cup fährt, werden durch Siege und gute Leistungen bekanntere Wettbewerbe wie die australische V8-Supercar-Serie freigeschaltet, schließlich ist es sogar möglich an der DTM teilzunehmen.

### World Tour
Der Aufbau der World Tour ähnelt stark dem der Pro Tour, nur ist hier die Karriere eines Rennfahrers in verschiedene Stufen unterteilt. Pro Stufe ist eine Meisterschaft wählbar. Der Gewinn einer Meisterschaft schaltet den Weg zu höheren Stufen frei. Das Prinzip bleibt gleich: Nach und nach nimmt der Spieler an größeren und bekannteren Rennmeisterschaften teil.

### Simulation
Der Simulationsmodus verfügt über mehrere Varianten:
- Im Freien Rennen lassen sich alle erspielten Rennklassen fahren. Es ist nicht möglich, Extras oder Boni freizuschalten.
- Das Zeitfahren entspricht dem klassischen, gleichnamigen Modus. Der Spieler versucht unter Einsatz aller Mittel möglichst niedrige Rundenzeiten auf den gegebenen Strecken zu erzielen.
- In der Variante Herausforderungen müssen auf Übungsparcours und Kursen bestimmte Ziele erreicht werden, wie das Umfahren mehrerer Kegel.

Die Modi Pro Tour, World Tour und Simulation sind nur im Einzelspielermodus spielbar.

### Mehrspieler
Die drahtlose Verbindung des Nintendo DS ermöglicht das gemeinsame Spiel mit bis zu vier Konsolen. Dazu reicht es aus, dass ein Spieler über das Spielmodul verfügt. Um alle Modi des Spiels nutzen zu können, wird jedoch ein Modul pro Spieler vorausgesetzt. Der inzwischen eingestellte Online-Dienst Nintendo Wi-Fi Connection ermöglichte auch das Spielen gegen andere Fahrer weltweit.

### Streckeneditor
Eine Besonderheit des Spiels ist der enthaltene Streckeneditor mit dem sich Strecken bauen und anschließend befahren lassen. Bis zu acht Kurse können gleichzeitig auf einem Spielmodul gespeichert werden. Neben den Streckenteilen lässt dich auch Szenerie wie Tribünen und Wälder hinzufügen lassen, die keinen Einfluss auf das Spielgeschehen nehmen. Einen vergleichbaren Editor auf dem Nintendo DS bieten auch TrackMania DS und TrackMania Turbo, die vom selben Entwickler Firebrand Games stammen.

## Rennstrecken
- Adelaide Street Circuit
- Automotodrom Brno

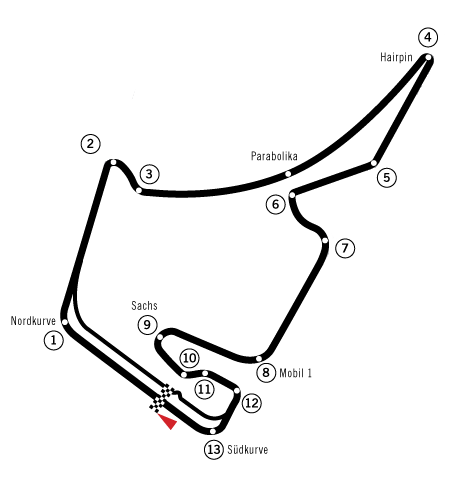
Der Hockenheimring ist fester Teil der DTM

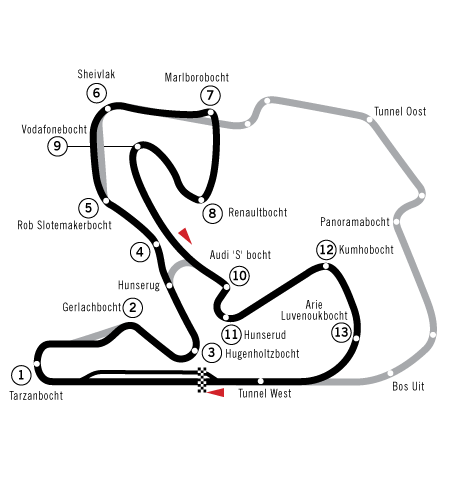
Auch der Kurs in Zandvoort ist spielbar

Der in Deutschland weniger bekannte Queensland Raceway ist ebenfalls in das Spiel integriert

- Bahrain International Circuit
- Barbagallo Raceway
- Brands Hatch
- Circuit Park Zandvoort
- Donington Park
- Dover International Speedway
- Eastern Creek Raceway
- EuroSpeedway Lausitz
- Gateway International Raceway
- Hidden Valley Raceway
- Hockenheimring Baden-Württemberg
- Indianapolis Motor Speedway
- Istanbul Park Circuit
- Laguna Seca
- Mondello Park Circuit
- Motorsport Arena Oschersleben
- Mount Panorama Circuit
- Nashville Speedway
- Norisring
- Nürburgring
- Oran Park Raceway
- Phillip Island Circuit
- Pukekohe Park Raceway
- Queensland Raceway
- Sandown International Motor Raceway
- Shanghai International Circuit
- Silverstone Circuit
- Snetterton Circuit
- Spa-Francorchamps
- Surfers Paradise
- Symmons Plains Raceway

## Rezeption
DTM Race Driver 3: Create & Race erhielt überwiegend positive Kritiken der Fachpresse und erreichte einen Metascore von 76 aus 100 Punkten, basierend auf 18 Bewertungen.
4Players lobt in seinem Test den Einsatz des Touchscreens für den Strecken-Editor, kritisiert jedoch einen vernachlässigten Einzelspielermodus mit „sturer und aggressiver KI“. Für den Mehrspieler-Part sei Create & Race dennoch ein „Pflichtkauf“ und erhält eine Beurteilung von 82 %.